# Savigny-en-Septaine
Savigny-en-Septaine là một xã thuộc tỉnh Cher trong vùng Centre-Val de Loire miền trung Pháp.

## Dân số
| 1962                                | 1968 | 1975 | 1982 | 1990 | 1999 | 2006 |
| ----------------------------------- | ---- | ---- | ---- | ---- | ---- | ---- |
| 394                                 | 449  | 499  | 546  | 570  | 622  | 630  |
| Từ năm 1962 Dân số không tính trùng |      |      |      |      |      |      |